# Веланай
Велана́й (ранее был известен как Лейден; там. ஊர்காவற்துறை) — остров у побережья полуострова Джафна на севере Шри-Ланки. Площадь 64,1 км². Население 16 300 человек.
Остров разделён на 9 частей, каждую из которой представляет советник в местном совете.

## Населённые пункты
Крупнейшим населённым пунктом острова является город Кейтс. Прочие населённые пункты: Аллайпади, Манкумпан, Велани, Сараванай, Пулиянкудал, Сурувил, Нарантанай, Карампан.

## Население и религия
Бо́льшая часть населения Веланая — индусы; меньшая — мусульмане и христиане. Есть несколько индуистских храмов; есть церкви, мечети, госпиталь, 10 школ и кайтсёрфинговая база.
13 мая 2006 года во время гражданской войны на острове произошла Резня в Аллайпади. Было убито 13 представителей тамильского меньшинства.